# Шижегда

Ши́жегда (на картах XVIII века Шижехта) — река в России, протекает в Ивановской области. Устье реки находится в 151 км по левому берегу реки Клязьмы. Длина реки составляет 57 км, площадь водосборного бассейна — 564 км².
Впадает в Клязьму на границе с Владимирской областью.

## Данные водного реестра
По данным государственного водного реестра России, относится к Окскому бассейновому округу, водохозяйственный участок реки — Клязьма от города Ковров и до устья, без реки Уводь, речной подбассейн реки — бассейны притоков Оки от Мокши до впадения в Волгу. Речной бассейн реки — Ока.
По данным геоинформационной системы водохозяйственного районирования территории РФ, подготовленной Федеральным агентством водных ресурсов:
- Код водного объекта в государственном водном реестре — 09010301112110000033228
- Код по гидрологической изученности (ГИ) — 110003322
- Код бассейна — 09.01.03.011
- Номер тома по ГИ — 10
- Выпуск по ГИ — 0

### Притоки (км от устья)
- 1 км: река Маншинка (Маньшинка) (лв)
- 37 км: ручей Вазаль (пр)

## Населённые пункты
- село Воскресенское (на обоих берегах);
- посёлок Архиповка (по правому берегу);
- деревни Боняково, Ново, Пельхово, Сергеево, Набережная (по левому берегу), Речная (по правому).

В Воскресенском, вблизи Пельхова, в Набережной через реку перекинуты мосты для движения автомобилей.

## Хозяйственное значение
В нижнем течении, в заболоченной пойме (от деревни Набережной до устья) расположен государственный природный заказник федерального подчинения «Клязьминский».